# Роњон (река)
Роњон (фр. Rognon) је река у Француској. Дуга је 73 km. Улива се у Marne (река). 